# 1890 en science-fiction
| Années de la science-fiction : 1887 - 1888 - 1889 - 1890 - 1891 - 1892 - 1893    |
| Décennies de la science-fiction : 1860 - 1870 - 1880 - 1890 - 1900 - 1910 - 1920 |

L'année 1890 a connu, en matière de science-fiction, les faits suivants. 

## Naissances et décès

### Naissances
- 9 janvier : Karel Čapek, écrivain tchèque (créateur du mot « robot »), mort en 1938.
- 2 mai : Edward Elmer Smith, écrivain américain, mort en 1965.
- 20 août : H. P. Lovecraft, écrivain américain, mort en 1937.
- 8 octobre : Fuboku Kosakai, écrivain japonais, mort en 1929.

## Événements
- 31 mai : J.-H. Rosny aîné est naturalisé français tout en gardant sa citoyenneté belge[1].

## Parutions littéraires

### Romans
- The Wonderful Adventures of Phra the Phoenician par Edwin Lester Arnold[2].

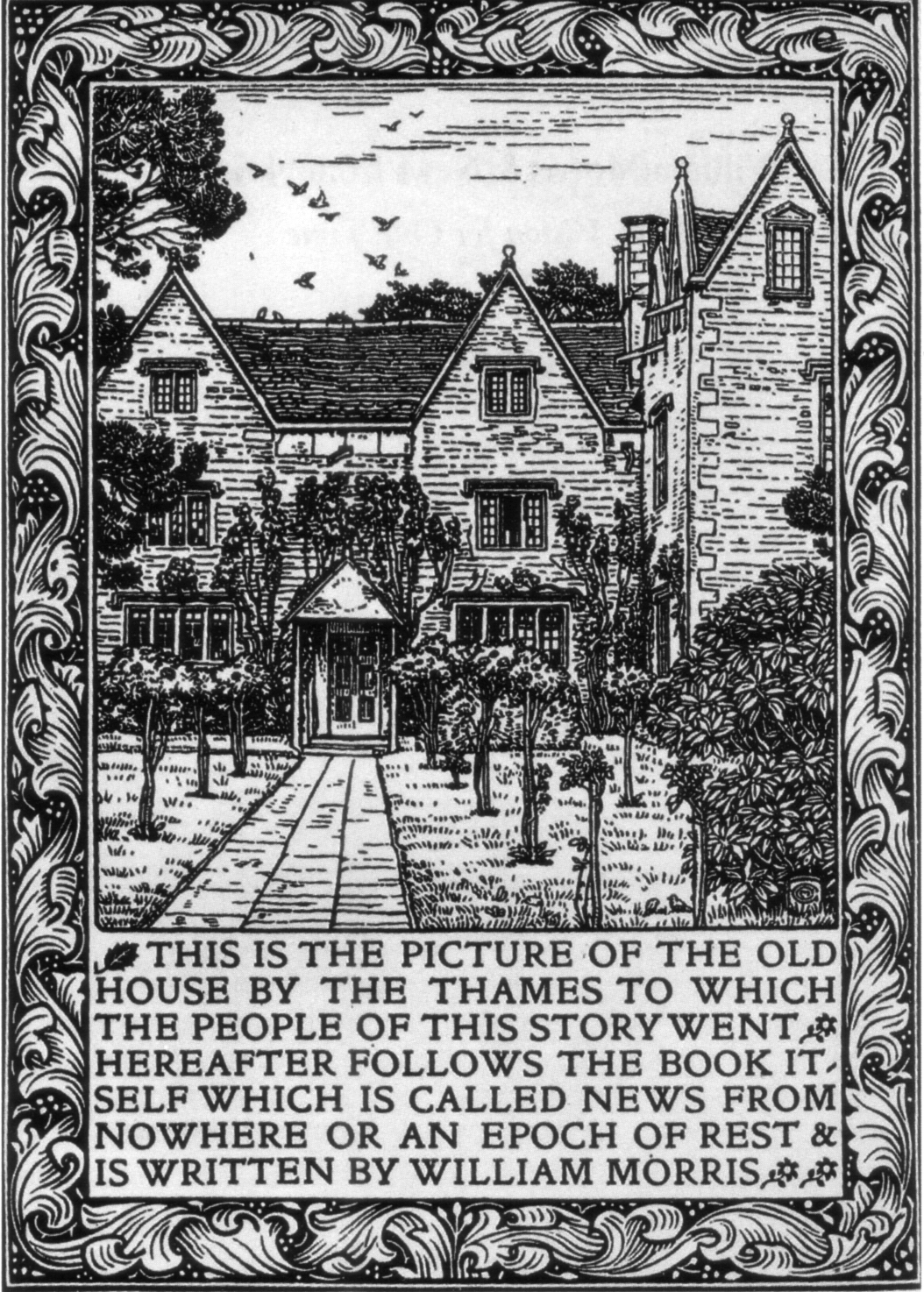
Nouvelles de nulle part, William Morris

- Nouvelles de nulle part par William Morris[3].

### Nouvelles
- La Journée d'un journaliste américain en 2889 de Jules Verne, parue en anglais en 1889, est publiée en français sous le titre La Journée d'un journaliste américain en 2890 dans les Mémoires de l'Académie des sciences, des lettres et des arts d'Amiens, tome 37.